# Guillermo Riofrío
Guillermo Riofrío (San Juan, 3 de diciembre de 1941 - Córdoba, 13 de abril de 2023) fue un baloncestista argentino que actuaba en la posición de pívot. Considerado uno de los mejores jugadores sanjuaninos de la historia, en varias ocasiones representó a su provincia en el Campeonato Argentino de Básquet. También integró la selección de baloncesto de Argentina. 

## Trayectoria
Aunque de niño practicó fundamentalmente fútbol, por su elevada altura cambió ese deporte por el baloncesto en sus primeros años de adolescencia. Junto con su hermano Ricardo Riofrío jugó en el club Lanteri de su ciudad natal, ganando cinco ediciones del campeonato sanjuanino.
En 1960 dejó su provincia para instalarse en Córdoba y formarse como abogado en la Universidad Nacional de Córdoba. Allí se uniría al equipo local General Paz Juniors, integrando un plantel que descollaría en el baloncesto cordobés, el cual sería apodado como "Las Estrellas Blancas". Tuvo como compañeros a Gustavo Chazarreta, Marcelo Farías, Hugo Olariaga, Cleodomiro Oliva, Samuel Oliva y Hugo Durá entre otros.
En junio de 1965 se sumó como refuerzo temporario a Villa Crespo, equipo que derrotaría al Real Madrid en el Luna Park. Luego de ello partiría hacia Italia, donde ficharía con el Oransoda Cantú de la Serie A, formando un trío con sus compatriotas Alberto De Simone y Carlos D'Aquila. 
Tras una temporada en tierras europeas (en la que su equipo terminó quinto), Riofrío retornó a la Argentina y optó por reintegrase a la competición local, pero, por motivos reglamentarios, recién pudo hacerlo en 1967. 
Al dejar General Paz Juniors pasó por Atenas, para llegar finalmente a Redes Cordobesas, equipo con el que se consagraría varias veces campeón.
Además de su actuación en clubes, Riofrío también formó parte de la selección de San Juan que compitió en diversas ediciones del Campeonato Argentino de Básquet. Su debut en el torneo ocurrió en 1958, pero sus actuaciones más destacadas se registraron en 1960 y 1962, en las que su equipo terminó ocupando el tercer puesto, imponiéndose ante selecciones más fuertes como las de Capital Federal, Mendoza y Buenos Aires. En 1965 fue una pieza clave del combinado que se consagró campeón y al cual le terminarían anulando la conquista del título por un polémica generada a partir de un fallo arbitral.

## Selección nacional
Riofrío fue pívot de la selección de baloncesto de Argentina en tres ediciones del Campeonato Sudamericano de Baloncesto: 1961, 1968 y 1971.

## Vida privada
Guillermo Riofrío fue padre de cuatro hijos, dos de los cuales se destacaron como deportistas: la voleibolista Griselda Riofrío (que jugó con la selección femenina de voleibol de Argentina en los Juegos Panamericanos de 1991) y el baloncestista Gabriel Riofrío, miembro de la camada de jugadores que conformarían la Generación Dorada y que falleció prematuramente durante un partido de la Liga Nacional de Básquet en 2001. 